# کلیفتون (کانزاس)
کلیفتون (به انگلیسی: Clifton) شهری در ایالت کانزاس کشور ایالات متحده آمریکا است که جمعیت آن در سرشماری سال ۲۰۱۰ میلادی، ۵۵۴ نفر بوده‌است.